# Cordillera Gámburtsev
La cordillera Gámburtsev, también llamada cordillera subglacial Gámburtsev o montes Gámburtsev, es una cadena montañosa del continente antártico ubicada en la zona del Domo A, cerca del Polo Sur de Inaccesibilidad.
Estas montañas fueron descubiertas en 1958 por la tercera expedición soviética a la Antártida, recibieron el nombre que llevan en honor al geofísico, geólogo y sismólogo ruso Grigori Aleksándrovich Gámburtsev.
Esta cordillera se extiende por una longitud de unos 1200 km y alcanza cumbres de 3400 m s. n. m., sin embargo, dada su ubicación en una zona en la cual el inlandsis llega a superar los 4 km de espesor incluso las más elevadas cumbres se encuentran cubiertas por costras de hielo no inferiores a los 600 m. Solo se ha podido presumir el aspecto de estas montañas merced a los sensores remotos ubicados en satélites como los Landsat.

## Curiosidad geológica
Para los geólogos, la orogénesis de los montes Gámburtsev ha sido bastante misteriosa, ya que se encuentran alejados de los puntos de contacto entre las placas tectónicas (los choques y consecuentes plegamientos de las placas tectónicas son los causantes de las mayoría de las cordilleras de la Tierra) ni parecen haber sido generados por actividad volcánica. Por otra parte se consideraba que debían haber sido formados en tiempos relativamente recientes ya que de otro modo habrían sido allanados por la erosión glaciar. La explicación plena de tal misterio recién se dio a conocer en el año 2011.
En diciembre de 2009, los datos analizados hasta el momento del proyecto AGAP  indicaron que esta cordillera está por lo general orientada en dirección suroeste a noreste, y que la misma levantó por la actividad  tectónica de placas.
Por el resultado del estudio internacional llevado a cabo entre los años 2007-2009 se ha encontrado que la Gámburtsev son muy antiguos, se habrían formado inicialmente alrededor de mil millones de años antes del presente cuando la deriva continental  empujó dos placas tectónicas hasta constituir al supercontinente  de Rodinia. La cordillera original fue erosionada durante cientos de millones de años hasta prácticamente desaparecer encima de la superficie  aunque se mantuvo una profunda raíz en el manto de la Tierra. Hace entre de 250-100 millones de años, la corteza terrestre comenzó a separarse por una serie de eventos tipo rifting  en las proximidades del sector oriental de la raíz de los Gámburtsev. Una horquilla de valle de rift se encuentra del lado norte de estas montañas, en tal horquilla están contenidos los lagos subglaciales como el Sovetskaya. Tal dislocación de la corteza  calentó y rejuveneció a la raíz, dándole el empuje para volver a elevarla y así a restablecer a esta cordillera  como un macizo de 800 km de longitud. Hace aproximadamente  35 millones de años, los glaciares de la Antártida comenzaron a fusionarse hasta formar el indlandsis de la Antártida Oriental, quedando la cordillera Gámburtsev, durante tal proceso, sepultada bajo el hielo.